# Lerins lärlingar
Lerins lärlingar är en svensk dokumentärserie på TV som hade premiär på SVT 10 januari 2018. Serien fick 2019 en uppföljare men då gick programmet under namnet Lerins lärlingar i Brasilien. I Lerins lärlingar ska Lars Lerin i sin konstskola lära ut konst till 13 personer med funktionsnedsättningar. Förutom att eleverna under serien utvecklas konstnärligt utvecklas de också som personer.